# Seventh Void
A Seventh Void amerikai doom metal/heavy metal/stoner metal együttes volt. 2003-ban alakultak Brooklynban, a Type O Negative korábbi tagjai, Kenny Hickey és Johnny Kelly alapításával. 2010-ben
szerződést kötöttek a Napalm Records kiadóval. Pályafutásuk alatt egy nagylemezt adtak ki. 2017-ben feloszlottak, a tagok pedig új együttest alapítottak Silvertomb néven.
Egyetlen albumuk a huszonegyedik helyet szerezte meg a Billboard Top Heatseekers listáján. Nevük a Dante pokla egyik sorából származik.

## Tagok
- Kenny Hickey - ének, gitár (2003–2017)
- Hank Hell - basszusgitár (2003–2017)
- Johnny Kelly - dob (2003–2017)
- Joseph James - gitár (2015-2017)

Korábbi tagok
- Matt Brown - ritmusgitár (2003-2011)

## Diszkográfia
- Heaven Is Gone (2009)